# Рудольф Штайнер
Рудольф Йо́зеф Ло́ренц Шта́йнер, Штейнер (нім. Rudolf Joseph Lorenz Steiner, 27 лютого 1861, Кралєвіца, Австрійська імперія — 30 березня 1925, Дорнах, кантон Золотурн, Швейцарія) — австрійський вчений, філософ-містик, окультист, доктор філософії, письменник, езотерик, соціальний реформатор, архітектор, основоположник антропософії — виділеного з теософії релігійно-містичного вчення.
Під керівництвом Штайнера цей рух пройшов кілька періодів. У першому, більш філософськи орієнтованому періоді, Штайнер шукав синтез між наукою і духом; його філософська робота цих років, названа духовною наукою, прагнула поєднати західний шлях пізнання з внутрішніми і духовними потребами людської істоти. У другому періоді, що починається близько 1907 року, він розпочав широку діяльність у різних видах мистецтва, включаючи драму, мистецтво руху (розробка нового виду мистецтва, евритмії) і архітектуру. Кульмінацією цієї роботи стала споруда культурного центру, будинку всіх мистецтв — Гетеанума. Після Першої світової війни Штайнер співпрацював з педагогами, фермерами, лікарями та представниками інших професій. Як реформатор — практик Штайнер заклав основи вальдорфської педагогіки, антропософської медицини (у тому числі омелотерапії раку), лікувальної педагогіки, ботмеровської гімнастики, біодинамічного сільського господарства, ініціював розвиток евритмії, нових напрямків у драматичному мистецтві, живопису, архітектурі, руху кін. 1910-х — поч. 1920-х рр. за розділення трьох сфер «соціального організму» — культури, політики та господарства. У співпраці зі Штайнером група протестантських пасторів і богословів на чолі з Ф. Ріттельмаєром заснувала 1922 року Громаду християн — рух за оновлення релігійного життя.
Штайнер був представником форми етичного індивідуалізму, який він пізніше розширив, увівши широку духовну складову. Основою для його епістемології послужив світогляд Гете, в якому мислення «… такий самий орган сприйняття дійсності, як око або вухо. Так само, як останні сприймають колір або тон, так само мислення сприймає ідеї». Доказ того, що людське пізнання не має меж, стало ниткою, що пройшла через усі періоди його духовно орієнтованої творчості.

## Біографія
Народився у скромній родині. Його батько Йоганн Штайнер (1829—1910) перебував на службі в місцевого графа в мальовничому куточку нижньоавстрійської землі на посаді єгеря. Але бажання створити сім'ю змусило його змінити роботу, бо в одруженні з Францішкою Блі (1834—1918) графство відмовило. Тому він влаштувався телеграфістом на австрійську Південну залізницю. Ця праця змушувала сім'ю часто переїжджати і в момент народження Рудольфа батько працював в Кралєвіці, тоді частині Австрійської імперії (зараз Хорватія).
У перші два роки Рудольфового життя сім'я переїжджала двічі, спочатку в Медлінг недалеко від Відня, а вдруге, внаслідок просування батька на службі, в селище, що лежало біля підніжжя східних австрійських Альп у Нижній Австрії.
Штайнер вступив у сільську школу, але через суперечності між батьком і директором школи він незабаром став навчатися вдома. У 1869 р. сім'я переїхала в Нойдерфль (біля віденського Нойштадту), і в 1879 р. — в Інцерсдорф (нині — частина віденського району Лізинг). Останній переїзд був для того, щоб дати можливість юнакові відвідувати коштом академічної стипендії Віденський технічний університет, де він вивчав математику, фізику, хімію, ботаніку, біологію, літературу та філософію (з 1879 р. до 1883 р.). У 1882 р. один з учителів Рудольфа Карл Юліус Шреер запропонував свого учня Йозефу Кюршнеру, головному редактору нового видання робіт Гете, який запропонував йому місце у відділі природознавства. Це була дивовижна можливість мати роботу для молодого студента без будь-якої академічної акредитації або попередніх публікацій.
У 1891 р. Рудольф отримав ступінь доктора філософії в Ростокському університеті в Німеччині з дисертацією, що ґрунтувалася на концепції еґо Фіхте. Пізніше її опубліковано в розширеній формі як «Істина і Наука» 1892 року.

## Теософське товариство
У 1899 р. Штайнер опублікував статтю «Фауст». Ця стаття послужила приводом для запрошення автора виступити на зборах теософів на тему про Ф. Ніцше 1900 року. Популярність лекцій Штейнера і глибина його езотеричних знань призвели до того, що лектор отримав запрошення очолити 1902 р. новоутворений відділ німецьких теософів. У липні 1902 р. Штайнер зустрівся в Лондоні з тодішнім президентом товариства теософів, англійкою Анні Безант, яка призначила Штайнера очільником Теософського езотеричного товариства Німеччини та Австрії; вона ж десять років по тому виключила його з товариства теософів офіційним листом. Усередині товариства Штайнер особливо зблизився з російською підданкою німецького походження Марією фон Сіверс, яка відвідувала його лекції з 1900 року. Марія фон Сіверс (1867—1948) була його найактивнішою помічницею та соратницею в організації та перекладі лекцій, у виданні періодики та становленні німецького відділу, і пізніше, 1914 р. стала його другою дружиною.
Під орудою Штайнера, який активно виступав у Європі з лекціями про духовну науку, німецький відділ Теософського товариства швидко виріс. У цей період Штайнер використовував своєрідний підхід, замінюючи термінологію Олени Блаватської, засновниці товариства теософів (Нью-Йорк, 1875 р.), своєю власною, ґрунтуючи свої духовні дослідження і вчення на західній езотеричній і філософській традиції. Це та інші розбіжності, зокрема, неприйняття твердження Ледбітера і Безант про те, що Джідду Крішнамурті був новим утіленням Майтреї, або «світового вчителя», призвело до формального розриву в 1912—1913 роках, коли Штайнер і більшість членів німецького відділу вийшли зі складу товариства та сформували нове Антропософське товариство.

## Діяльність
Активність Штайнера в широкому культурному середовищі зросла після Першої світової війни. Він заснував безліч шкіл, які згодом переросли в усесвітню шкільну мережу. Перша така школа відома як вальдорфська. Він також винайшов систему органічного рільництва, відому як біодинамічне. Це була найперша форма сучасного органічного сільського господарства де Штайнерові належить великий внесок у його розвиток. Його робота в медицині призвела до розвитку широкого кола додаткових видів лікування, допоміжної художньої та біографічної терапії. Рясно поширені будинки для дітей і дорослих з інвалідністю, створені на основі його роботи (спільно з рухом Кемфіла). Його картини та малюнки вплинули на Йозефа Бойса та інших сучасних художників. Два Гетеануми, що він створив, є визнаними шедеврами архітектури модернізму; інші антропософські архітектори також зробили свій внесок у сучасну архітектурну сцену. Однією з перших установ, що стали практикувати соціальний банкінг, був антропософський банк, що заснували прихильники антропософської філософії.
Настільки ж широкою є й літературна спадщина Штайнера. Його твори, видані більш ніж у сорока томах, містять книжки, есеї, чотири п'єси («драми-містерії»), мантричні вірші й автобіографію. Збірки його лекцій становлять близько 300 томів і зачіпають величезну кількість тем. Малюнки — пояснення до лекцій Штайнера, зроблені на дошках, налічують 28 окремих томів. Його архітектурна спадщина та скульптурні роботи висвітлені в численних публікаціях.

## Педагогіка
Основна стаття Вальдорфська педагогіка
Ще молодою людиною Штайнер підтримував незалежність освітніх установ від державного контролю. У 1907 році він написав есей «Виховання дитини з погляду духовної науки», де описав основні стадії розвитку дитини з погляду антропософії. Уміщені в есеї думки пізніше послужили основою для формування його підходу до освіти.
У 1919 році Еміль Мольт запросив його прочитати лекцію працівникам на своїй сигаретній фабриці Вальдорф-Асторія в Штутгарті. У результаті цих лекцій з'явилася нова, Вальдорфська, школа. У 1922 році Штайнер приїхав зі своїми ідеями до Оксфорду на запрошення професора Міллісента Маккензі. Оксфордська конференція призвела до появи вальдорфських шкіл у Британії. За час Штайнерового життя  школи, засновані на його освітніх принципах, з'явилися також у Гамбурзі, Ессені, Гаазі та Лондоні. Зараз по всьому світу налічується понад 1000 вальдорфських шкіл.

## Суспільна діяльність
У період після Першої світової війни Штейнер особливо активно виступав із лекціями на тему соціальної реформи. Рясно поширилася петиція, що висловлювала його основні соціальні ідеї (її підписав, крім інших, Герман Гесе).
Його головна книга на тему соціальної реформи, «Сутність соціального питання в життєвих потребах сьогодення та майбутнього», продавалася десятками тисяч примірників за його життя. Згідно зі Штайнером, культурна, політична та економічна сфери суспільства потребують тісної взаємодії, але в тім одначе, кожна з них повинна зберігати свою незалежність від інших. Кожна з цих трьох сфер має конкретне завдання: політичні інститути повинні встановлювати політичну рівність і захищати людські права, культурні інститути повинні культивувати вільний і безперешкодний розвиток таких царин, як наука, мистецтво, освіта та релігія, економічні інститути повинні заохочувати взаємодію виробників, розповсюджувачів і споживачів з урахуванням потреб суспільства. В освіті триподільного соціального організму він бачив потрібний відгук на вже видиму тенденцію взаємної незалежності цих трьох сфер. У таких формах державного устрою, як теократія, традиційний капіталізм і державний соціалізм, Штайнер бачив спроби домінування відповідних інститутів над іншими — культурних, економічних і державних. Він вважав, що в сучасності такі спроби будь-якої з цих сфер маніпулювати іншими суперечили б інтересам суспільства; такі негативні впливи містили б, наприклад, корпоративний натиск на державу, замах держави на науку, освіту або релігію, релігійний вплив на державний організм.
- Культурна сфера (наука, мистецтво, релігія, освіта і преса) вимагають і сприяють свободі;
- Політична сфера вимагає і сприяє рівноправності;
- Економічний устрій вимагає і сприяє взаємодії та солідарності.

Штайнер також дав припущення багатьох специфічних соціальних реформ.

## Архітектура та образотворче мистецтво

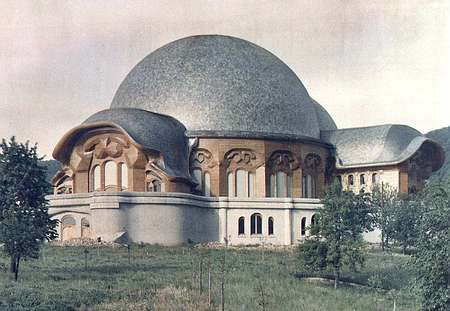
Перший Гетеанум

Штайнер спроектував сімнадцять будівель, включаючи перший і другий Гетеануми. Ці дві будівлі, побудовані в швейцарському Дорнаху, мали на меті вмістити значний театральний простір і разом з тим Школу духовної науки. З будівель, що створив Штайнер, три зараховано до одних із найзначущіших робіт в архітектурі модернізму[джерело?].
Його основна скульптурна робота — Представник людства — дев'ятиметрова дерев'яна скульптура, створена спільно зі скульптором Едіт Маріон. Зараз скульптурна група міститься на постійній експозиції в Гетеанумі.
Малюнки Штайнера на дошках були ні на що не схожі й напевно не замислювалися як твори мистецтва. Роботи Йозефа Бойса, на якого сильно вплинув Штайнер, призвели[джерело?] до нового розуміння малюнків Штайнера як предметів мистецтва.

## Евритмія
Основна стаття Евритмія
Разом із Марією Штайнер фон Сіверс, Рудольф Штейнер розвинув мистецтво евритмії, іноді зване «видимою промовою та видимою піснею». Згідно з принципами евритмії, кожному аспекту мови (звукам (або фонемам), ритмам) відповідає певний архетип, рух або жест, граматичним функціям відповідають душевні якості (радість, відчай, ніжність тощо) і кожному аспекту музики — тони, інтервали, ритми і гармонія.
Як драматург Штайнер написав чотири «драми-містерії» в період між 1909 і 1913 роками, включаючи «Браму посвяти» та «Випробу душі». Антропософські групи виконують їх донині.
Штайнер також винайшов новий підхід до артистичної мови («формування мови») і драми. Михайло Чехов розширив цей метод, який зараз відомий як Чеховський метод гри.

## Медицина
Основана стаття Антропософська медицина
Починаючи з 1910-х років, Штайнер працював з "лікарями" над створенням нового підходу до медицини. У 1921 році під керівництвом Штайнера зібралися фармацевти й фізики, щоб створити фармацевтичну компанію під назвою Веледа, яка нині продає натуральні медичні продукти по всьому світу. Приблизно тоді ж доктор Іта Вегман заснувала першу Антропософську клініку в Арлесхайм (тепер клініка Іти Вегман).

## Біодинамічне рільництво й садівництво
У 1924 році група землевласників, зацікавлених майбутнім сільського господарства, звернулася до Штайнера по допомогу. Штайнер відповів серією лекцій на тему екологічного та сталого підходу до рільництва, який підсилив родючість ґрунту без використання хімічних добрив і пестицидів. Сільськогосподарські ідеї Штайнера сприйнято, і їх стали застосовувати на міжнародному рівні. Нині біодинамічне рільництво широко практиковано в Європі, Північній Америці, Азії та Австралії.
Центральним аспектом біодинаміки є те, що ферма в цілому бачиться як організм, і тому повинна бути майже абсолютно самозабезпечуваною системою, яка виробляє свої власні добрива та поживу для тварин. Захворювання рослини або тварини бачиться як ознака проблеми цілого організму. Штайнер також запропонував узгоджені з ритмами місяця і планет посіви, полив і збір урожаю. З метою залучення участі тонших фізичних істот і елементарних сил Штайнер указував на застосування натуральних, спеціальним чином приготованих препаратів для роботи з ґрунтом, компостом і рослинами. Він підбадьорював слухачів перевіряти його припущення дослідним шляхом, бо раніше він не мав досвіду в цій сфері. Найвідомішими його послідовниками у всьому світі визнають Еренфріда Пфайффера, Ліл Коліско, Євгена Коліско, Алекса Подолінського.

## Розвиток філософії

### Гетевський спосіб пізнання
У своїх коментарях до наукових робіт Гете, написаних між 1884 і 1897 роками, Штайнер подав Гетів підхід до науки не як теоретичний або ґрунтований на якій-небудь моделі, але як найвищою мірою феноменологічний своєю природою. Він розвинув це подання у своїх наступних книжках: Основні лінії теорії пізнання світогляду Гете (1886) і Світогляд Гете (1897), роблячи особливий акцент на зміні підходу Гете від керівництва фізичними почуттями, де експеримент грає головну роль, до вивчення біології рослин, у якому для виявлення біологічних архетипів (Urpflanze) треба залучити уяву. Штайнер припустив, що Гете шукав, але не зміг знайти потрібний образ мислення, щоб належно пояснити й розуміти тваринне царство.
Штайнер обстоював Гетів якісний опис кольору, що синтетично виникає з протилежності світла й темряви, на відміну від Ньютонової аналітичної моделі, що ставить в основу частинки світла. Він підкреслював роль еволюційного мислення у Гетевому відкритті міжщелепних кісток у людині. Гете припускав, що будова тіла людини є наслідком еволюційної зміни анатомії тварин.

## Основні твори
- «Істина і наука», докторська дисертація («Wahrheit und Wissenschaft»), 1892;
- «Філософія свободи» («Die Philosophie der Freiheit»), 1894;
- «Гетів світогляд» («Goethes Weltanschauung»), 1897;
- «Теософія» («Theosophie»), 1904;
- «Як досягти пізнання найвищих світів?» («Wie erlangt man Erkenntnisse der höheren Welten?»), 1909;
- «Нарис тайнознавства» («Die Geheimwissenschaft im Umriß»), 1910;
- «Загадки філософії» («Die Rätsel der Philosophie»), 1914;
- «Про загадки людини» («Vom Menschenrätsel»), 1916;
- «Про загадки душі» («Von Seelenrätseln»), 1917;
- «Мій життєвий шлях» («Mein Lebensgang»), 1925.